# Annabel Lee

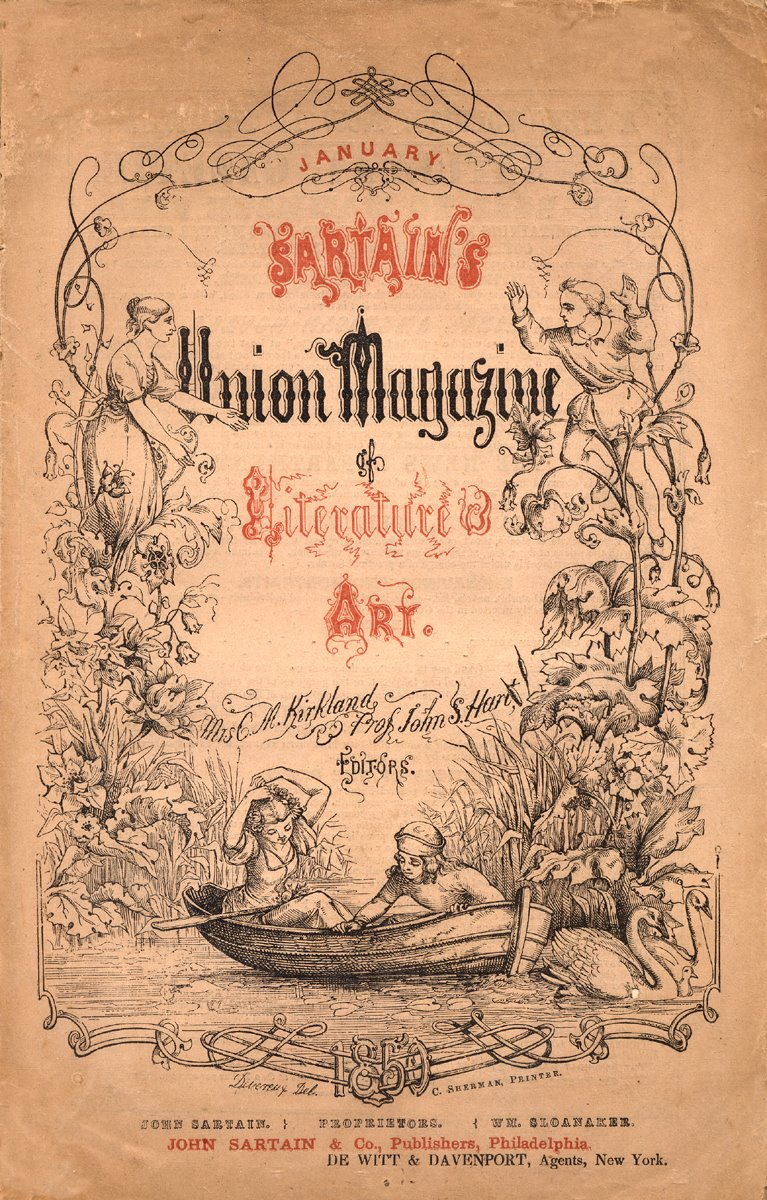
Publikationen i Sartain's Union Magazine of Literature and Art, i januari 1850.

Annabel Lee är den sista hela dikten skriven av den amerikanske författaren Edgar Allan Poe. Liksom många av Poes dikter, utforskar den döden av en vacker kvinna. Berättaren, som förälskade sig i Annabel Lee när de var unga, har en kärlek till henne så stark att till och med änglarna är avundsjuka. Han behåller sin kärlek för henne även efter hennes död. Det har varit debatt om vem, om någon, som var inspirationen till Annabel Lee. Även om många kvinnor har föreslagits, är Poes fru Virginia Eliza Clemm Poe en av de mer trovärdiga kandidaterna. Dikten skrevs 1849 och publicerades strax efter Poes död samma år.